# Krzysztof Lijewski
Krzysztof Lijewski (Ostrów Wielkopolski, 7 de julio de 1983) es un exjugador de balonmano polaco que jugaba de lateral derecho. Su último equipo fue el Vive Tauron Kielce. Fue un componente de la selección de balonmano de Polonia. Es hermano del también jugador de balonmano Marcin Lijewski.
Logró ser subcampeón del mundo con la selección polaca en el Campeonato Mundial de Balonmano Masculino de 2007 y tercera en el Campeonato Mundial de Balonmano Masculino de 2009 y en el Campeonato Mundial de Balonmano Masculino de 2015.
Con el Kielce ganó la Liga de Campeones de la EHF 2015-16, la primera de la historia del club polaco.

## Palmarés

### Hamburgo
- Liga de Alemania de balonmano (1): 2011
- Copa de Alemania de balonmano (2): 2006, 2010
- Recopa de Europa de Balonmano (1): 2007
- Supercopa de Alemania de balonmano (3): 2006, 2009, 2010

### Kielce
- Liga polaca de balonmano (9): 2013, 2014, 2015, 2016, 2017, 2018, 2019, 2020, 2021
- Copa de Polonia de balonmano (8): 2013, 2014, 2015, 2016, 2017, 2018, 2019, 2021
- Liga de Campeones de la EHF (1): 2016

## Clubes
- WSK Śląsk Wrocław
- KPR Ostrowia ( -2005)
- HSV Hamburg (2005-2011)
- Rhein-Neckar Löwen (2011-2012)
- Vive Tauron Kielce (2012-2021)[5]